# Marisol Pérez Tello
María Soledad Pérez Tello de Rodríguez (Tacna, 11 de abril de 1969) es una abogada, notaria pública y política peruana. 
Fue militante del Partido Popular Cristiano (PPC) entre 1987 y 2022. En 2006 postuló sin éxito al Congreso por Unidad Nacional, alianza conformada por el PPC, Solidaridad Nacional y Renovación Nacional. Entre 2007 y 2011 conforma el Comité Ejecutivo Nacional del PPC como Secretaria de Formación y Capacitación.
Pérez Tello participó en las elecciones generales del 2011 como candidata al Congreso y a la segunda vicepresidencia de la República con Alianza por el Gran Cambio junto a Pedro Pablo Kuczynski. Es elegida congresista de la República para el periodo 2011-2016. 
En los comicios del 2016, Pérez Tello no postuló a algún cargo de representación y rechazó públicamente la alianza electoral del PPC con el Partido Aprista Peruano.  
Fue nombrada ministra de Justicia y Derechos Humanos, la primera en el cargo durante el gobierno de Kuczynski (2016-2018). De 2017 a 2021 ejerce como Secretaria General Nacional del PPC. 
En 2022 renunció al PPC tras 35 años de militancia, aduciendo que ese partido se alejaba del centro político para definirse como de derecha. En 2024, formó junto a Flor Pablo el partido Lo Justo. Tras no poder inscribirlo, se integraron, como bloque, a Primero la Gente.

## Biografía
Nació en Tacna, el 11 de abril de 1969.
Realizó sus estudios primario y secundarios en el Colegio Regina Pacis de la ciudad de Lima.
Cursó estudios de Derecho en la Universidad San Martín de Porres y se tituló de abogada en 1995. Obtuvo un doctorado en Derecho por la misma Universidad. Realizó estudios de Maestría en Derecho Constitucional en la Pontificia Universidad Católica del Perú. También posee un diplomado en Derechos Humanos en la Universidad Complutense de Madrid y en Medio Ambiente en la Universidad Politécnica de Madrid.
Inició sus actividades como Notaria Pública en 1999. En el campo de la docencia, ha sido profesora de la Facultad de Derecho de la Universidad de San Martín de Porres, en la especialidad de Derechos Humanos. También es presidenta del Centro de Derechos Humanos de la misma universidad.

## Vida política
En las elecciones generales del 2006, postuló al Congreso de la República por Unidad Nacional, sin embargo no resultó elegida.

### Candidata a la 2.ª Vicepresidencia en 2011
Para las elecciones generales del 2011, Pérez Tello fue candidata a la 2.ª Vicepresidencia de la República en la plancha presidencial de Pedro Pablo Kuczynski por Alianza por el Gran Cambio, sin embargo la candidatura quedó en el tercer lugar de las preferencias.

### Congresista (2011-2016)
En las mismas elecciones, Pérez Tello fue elegida Congresista de la República por Alianza por el Gran Cambio, con 50,721 votos, para el periodo parlamentario 2011-2016.
Durante su labor en el legislativo, fue miembro de la Subcomisión de Acusaciones Constitucionales (2011-2014, 2015-2016), de la Comisión de Constitución y Reglamento (2011-2013), Comisión de la Mujer y Familia (2011-2016), Comisión de Justicia y Derechos Humanos (2011-2013) y Presidenta de esta última comisión (2012-2013).
De la misma manera fue miembro de la Comisión de Relaciones Exteriores (2013-2016) y Vicepresidenta de la misma (2013-2016).

### Ministra de Justicia (2016-2017)
El 28 de julio de 2016, fue nombrada ministra de Justicia por el expresidente Pedro Pablo Kuczynski.
Durante su gestión, se creó el Acuerdo Nacional por la Justicia, un espacio para el diálogo entre el Poder Judicial, el Ministerio Público, el Consejo Nacional de la Magistratura y la Academia de la Magistratura con el fin de fortalecer el sistema de justicia a nivel nacional. En los meses de gestión, se implementaron medidas para la modernización del Instituto Nacional Penitenciario del Perú con el fin de disminuir los niveles de hacinamiento en los penales y reducir costos del internamiento.
Renunció al cargo en septiembre del 2017.
En marzo del 2024, junto a Flor Pablo formó el partido Lo Justo, iniciando la campaña de recolección de firmas para la inscripción del partido.
En junio del 2024, Pérez Tello anunció la unión de los partidos ‘Lo Justo’ y ‘Primero la Gente’ con miras a las elecciones 2026.

## Controversias

### Caso Odebrecht: venta de activos del proyecto Olmos
Como ministra de justicia, Pérez Tello destituyó a Katherine Ampuero, procuradora ad hoc del caso Odebrecht, y a Julia Príncipe, presidenta del Consejo de Defensa Jurídica del Estado. Ante la polémica, Pérez Tello argumentó que Ampuero se negó a aplicar el Decreto de Urgencia 003-2017 mediante la cual se permitía la venta de activos de empresas cuestionadas por corrupción siempre y cuando depositaran en un fideicomiso la reparación civil al Estado. Sin embargo, Ampuero solicitó una medida cautelar del juez Richard Concepción Carhuancho para impedir cualquier venta, entre ellas las acciones de Odebrecht del proyecto de irrigación Olmos al fondo Brookfields y Suez. Ampuero, ante los dichos de Pérez Tello, manifestó que ella no recibió "ni una carta" en la que el ministerio de justicia le solicitara "el monto aproximado de la reparación civil porque hay una persona sea natural o jurídica interesada en comprar Olmos" por lo que, para ella, "han llegado a un acuerdo para que la venta de Olmos no vaya primero a pagar la reparación civil, sino a los acreedores". Tras la destitución de Ampuero, Pérez Tello anunció que el reemplazante de la exprocuradora debía buscar revertir "con absoluta autonomía" la medida de Ampuero para aplicar el Decreto de Urgencia. El exministro de justicia, Gustavo Adrianzén, cuestionó a Pérez Tello y señaló que "los problemas de hoy en día entre la relación del Estado y la empresa Odebrecht tienen su origen en aquel Decreto de Urgencia 003, el mismo que fue emitido durante la gestión de la ministra Pérez Tello" y que las deficiencias en la defensa del Estado eran aprovechadas por la empresa gracias al decreto.